# Sid Meier's Railroads!
Sid Meier's Railroads! es un juego del género de la estrategia/Tycoon que fue desarrollado por Sid Meier en octubre del año 2006, siendo la secuela de Railroad Tycoon 3. Aunque Sid Meier creó el primer Railroad Tycoon, el resto de las versiones fueron desarrolladas por PopTop Software. La visita que hizo Sid Meier a Miniatur Wunderland en Hamburgo, Alemania, le sirvió de inspiración, decidiendo reinventar su creación original.

## Estilo de juego
Railroads! utiliza gráficos en 3D al estilo estrategia en tiempo real, siendo también más estratégico que los anteriores. 
Esta versión está muy centrada en la economía - los jugadores tienen que crear y mantener industrias enteras. 
Es más difícil debido a que depende, entre otras cosas, de la localización y época donde se juegue, es decir, los escenarios de Europa incluyen recursos como el vino, la cerveza y productos lácteos, mientras que los del "lejano oeste" se centran en el petróleo y el oro.
El juego soporta también el modo multijugador, que se puede jugar tanto por LAN como por Internet, con un máximo de hasta 4 jugadores por partida, tanto humanos como de la IA.

## Escenarios
Al igual que en las versiones anteriores, Railroads! ofrece varios escenarios históricos, como regiones del oeste de los Estados Unidos, el noroeste del Pacífico, Reino Unido, Francia y Alemania. En estos escenarios (quince en total), el juego permite al usuario ponerse en el rol de varios magnates del pasado, como Cornelius Vanderbilt y J.P. Morgan.

## Escenarios personalizados
Con la introducción del parche 1.1, se añadió la posibilidad de usar el editor de mapas editando un archivo .ini del juego, lo que permite que los usuarios hagan sus propios mapas.

## Recibimiento de la crítica
En MeriStation recibió una puntuación de 8 puntos.
Metacritic puntuó a Railroads! con una puntuación del 77 sobre 100, e IGN le dio una puntuación de "8.0" o "impresionante".